# Just Dance: Disney Party
Just Dance: Disney Party es un videojuego de baile desarrollado por Land Ho! y publicado por Ubisoft para Wii y Xbox 360. El juego fue lanzado en octubre de 2012 en América del Norte. El juego es similar a Just Dance Kids 2 con los bailarines en vivo de acción, los modos de juego (Team High Scores, Freeze y Shake, Balloon Pop), y los iconos de puntuación animados, excepto que incluye un modo de dúo, donde en los dos primeros juegos de Just Dance Kids; todas las canciones tenían tres bailarines. Además, todas las canciones son las versiones originales, no covers. Una secuela, Just Dance: Disney Party 2,fue lanzada el 20 de octubre del 2015.

## Modo de juego
El modo de juego es idéntico a los otros juegos de la franquicia de Ubisoft, Just Dance. Los jugadores están obligados a realizar movimientos de baile específicos en el tiempo con la música, siguiendo una rutina indicada en pantalla e interpretada por bailarines en vivo. Si el jugador se desempeña bien, bailando con precisión y en tiempo, su puntuación se basará y una calificación de 5 estrellas se obtiene tras la finalización de la pista.
Una de las principales características del juego es que varias canciones cuentan con sus diferentes versiones en diferentes idiomas del juego, además del inglés, se tiene con opciones al español (versión para América Latina en NTSC y para España en PAL), francés, italiano, portugués (solo NTSC), alemán, neerlandés, danés, finés, noruego y sueco. 

## Canciones
La lista de canciones se compone de un total de 25 canciones:
| Canción                                    | Artista (Inglés)                                                           | Película o Show de TV              | Dificultad | Esfuerzo | Año  | Modo  | Bailarín(es) |
| ------------------------------------------ | -------------------------------------------------------------------------- | ---------------------------------- | ---------- | -------- | ---- | ----- | ------------ |
| "The Bare Necessities"#                    | Phil Harris and Bruce Reitherman                                           | The Jungle Book                    | 1          | 1        | 1967 | Solo  | ♂            |
| "Be Our Guest"#                            | Cast de Beauty and the Beast                                               | Beauty and the Beast               | 2          | 1        | 1991 | Solo  | ♂-♀-♀        |
| "Bibbidi-Bobbidi-Boo"#                     | Verna Felton                                                               | Cinderella                         | 1          | 1        | 1950 | Solo  | ♀            |
| "Calling All the Monsters"                 | China Anne McClain                                                         | A.N.T. Farm                        | 1          | 2        | 2011 | Solo  | ♀            |
| "Everything is Not What It Seems"#         | Selena Gomez                                                               | Wizards of Waverly Place           | 1          | 2        | 2007 | Solo  | ♀            |
| "Ev'rybody Wants to Be a Cat               | Cast de The Aristocats                                                     | Aristocats !The Aristocats         | 2          | 2        | 1970 | Dueto | ♂/♀          |
| "Fly to Your Heart"                        | Selena Gomez                                                               | Tinker Bell                        | 2          | 1        | 2008 | Solo  | ♀            |
| "Following the Leader"                     | John y Michael Darling; The Lost Boys                                      | Peter Pan                          | 1          | 2        | 1953 | Solo  | ♂            |
| "Hang In There Baby"                       | Bridgit Mendler                                                            | Good Luck Charlie                  | 2          | 2        | 2010 | Solo  | ♀            |
| "Hawaiian Roller Coaster Ride"             | Kamehameha Schools Children's Chorus y Mark Keali'i Ho'omalu               | Lilo & Stitch                      | 2          | 2        | 2002 | Dueto | ♂/♀          |
| "Hey Jessie"                               | Debby Ryan                                                                 | Jessie                             | 1          | 2        | 2011 | Solo  | ♀            |
| "Hoedown Throwdown"                        | Miley Cyrus                                                                | Hannah Montana: The Movie          | 3          | 3        | 2009 | Solo  | ♀            |
| "I Thought I Lost You"                     | Miley Cyrus y John Travolta                                                | Bolt                               | 2          | 2        | 2008 | Dueto | ♂/♀          |
| "I've Got a Dream"#                        | Mandy Moore, Brad Garret, Tangled Ensemble, Zachary Levi, y Jeffrey Tambor | Tangled                            | 2          | 3        | 2010 | Solo  | ♂-♀-♂        |
| "It's a Small World"                       | The Disneyland Children's Chorus                                           | It's a Small World                 | 1          | 1        | 1939 | Solo  | ♀            |
| "The Muppet Show Theme"#                   | Muppets !The Muppets                                                       | Muppet Show/The Muppet Show        | 2          | 3        | 1976 | Solo  | ♀            |
| "Shake It Up"                              | Selena Gomez                                                               | Shake It Up                        | 2          | 3        | 2010 | Dueto | ♀/♀          |
| "S.I.M.P (Squirrels In My Pants)"#         | 2 Guys n the Parque                                                        | Phineas and Ferb                   | 2          | 3        | 2008 | Solo  | ♀            |
| Something That I Want# (K2)                | Grace Potter                                                               | Tangled                            | 2          | 2        | 2010 | Dueto | ♀/♂          |
| Supercalifragilisticexpialidocious #/(DOB) | Cast de Mary Poppins                                                       | Mary Poppins                       | 2          | 3        | 1964 | Dueto | ♀/♂          |
| "That's How You Know"#                     | Amy Adams                                                                  | Enchanted                          | 2          | 2        | 2007 | Dueto | ♂/♀          |
| "This Is Me"#                              | Demi Lovato ft. Joe Jonas                                                  | Camp Rock                          | 1          | 1        | 2008 | Solo  | ♀            |
| "Twist My Hips (Watch Me)"                 | Tim James y Nevermind                                                      | Shake It Up                        | 3          | 3        | 2010 | Dueto | ♀/♀          |
| "Under the Sea"#/(2016)                    | Samuel E. Wright                                                           | Little Mermaid !The Little Mermaid | 2          | 2        | 1989 | Dueto | ♀/♂          |
| "We're All in This Together"               | Cast de High School Musical                                                | High School Musical                | 2          | 2        | 2006 | Solo  | ♀-♂-♂-♀      |

- Un "#" indica que la canción se puede jugar en diferentes idiomas.
- Un "(K2)" indica que la canción también está en Just Dance Kids 2.
- Un "(DOB)" indica que la canción también está en Dance on Broadway.
- Un "(2016)" indica que la canción también está en Just Dance 2016.